# Gabriele Greco (attore)
Gabriele Greco (Messina, 11 ottobre 1976) è un attore, regista, produttore cinematografico, musicista e produttore musicale italiano.

## Biografia
Nato a Messina, è il più piccolo di quattro fratelli. Il padre è stato amministratore delegato per un'importante azienda messinese, mentre la madre è stata una pittrice e scultrice che ha trasmesso ai figli la passione per l’arte e la musica. Suo fratello Massimo è un musicista e compositore che ha composto brani di successo per molti celebri artisti italiani (come tra gli altri Colpo di fulmine di Anna Tatangelo, Love is a Temple di Mario Biondi, Emma Marrone) e ha suonato nelle tournée di Eros Ramazzotti, Emma Marrone, Mario Biondi e Biagio Antonacci.
Dall'infanzia sino al liceo ha frequentato l'Istituto Salesiano San Luigi di Messina dove ha ricevuto un'educazione d'impronta cattolica.
Ha iniziato la sua carriera come attore nel 1995 superando un provino ed entrando come auditore per la preparazione dello spettacolo teatrale Nella giungla delle città di Berthold Brecht, regia di Federico Tiezzi. Dopo pochi mesi il regista Giancarlo Cobelli lo ha scritturato per lo spettacolo Un patriota per me di John Osborne.
Terminata la tournée ha deciso di stabilirsi a Roma dove ha iniziato a studiare recitazione. Tra il 1996 e il 1997 ha studiato recitazione presso il conservatorio teatrale di Roma, diretto da Giovanni Battista Diotiauti. Nel 1999 ha fatto il suo debutto su Canale 5 nella soap opera Vivere, dove ha interpretato fino al 2008, anno della chiusura della soap opera, il ruolo di Luca Canale.
Nel 2007 è apparso su Rai 1 nella miniserie televisiva Ma chi l'avrebbe mai detto, in cui è stato il direttore d'orchestra Ernesto, figlio di Camilla, la protagonista interpretata da Katia Ricciarelli.
Nel 2009 è tornato sul piccolo schermo con la serie in onda su Rai 1 Butta la luna 2 e nella miniserie in onda su Canale 5 L'onore e il rispetto - Parte seconda. Successivamente è nuovamente su Rai 1 con la miniserie Una sera d'ottobre, regia di Vittorio Sindoni, dove è protagonista con Vanessa Hessler e nella serie Capri 3 per la regia di Francesca Marra e Dario Acocella, dove è protagonista, con Bianca Guaccero, Lucia Bosè, Lando Buzzanca e Mariano Rigillo. Dopo alcune esperienze all'estero nel 2012 è rientrato in Italia per girare il film Un'insolita vendemmia.
Nel 2019 ha fatto il suo debutto alla regia, con il docufilm per il cinema Amalaterra, incentrato sul dramma della Xylella, malattia che nell'ultimo decennio ha colpito gli ulivi pugliesi, avvalendosi della collaborazione di Mario Biondi.
Il film ha ottenuto la qualifica di film d'essai dal ministero dello attività e dei beni culturali.
Nel 2019 è stato è tornato al cinema con il film Il giovane Pertini diretto da Giambattista Assanti, insieme a Dominique Sanda.
Nel 2023 ha curato la regia del film per il cinema "Come mio figlio" film D'essai tratto da una storia vera nel quale ha anche interpretato un ruolo da attore protagonista.

### Carriera musicale
Ha iniziato a suonare la chitarra e il pianoforte a cinque anni e a dodici anni compone le prime musiche. Per cinque anni, ha studiato pianoforte presso il conservatorio Francesco Cilea di Reggio Calabria e consegue il diploma in teoria e solfeggio nel maggio del 1995. Ha continuato a studiare musica da privatista, specializzandosi in piano jazz, chitarra, tromba e percussioni.
Nei primi anni a Roma, fonda un gruppo musicale insieme al fratello Massimo e a Michele Ranieri e nel 2004 decide di creare, sempre con il fratello, l'etichetta musicale indipendente Nuddu (Nessuno in dialetto messinese). Nello stesso anno pubblica due singoli: T.V.B e Tutta la frutta per te.
Nel 2008, pubblica il suo primo album dal titolo Una sola parola. L'album è stato arrangiato dagli Arancia Sonora, gruppo storico di Mario Venuti.
Nel 2010, decide di dedicarsi alla produzione e alla promozione di giovani cantautori e produce l'album Il Visionario di Tony Canto. La sua etichetta musicale Nuddu è attiva anche nella produzione di colonne sonore originali.

## Vita privata
Nel giugno del 2016 si è sposato con Alessandra Mammolo, dalla quale ha avuto due figlie, Galatea, nata nel novembre del 2019, e Galene, venuta al mondo a novembre del 2022.

## Filmografia parziale

### Attore

#### Cinema
- La vie ne me fait pas peur, regia di Noémie Lvovsky (1999)
- Il sorriso di Candida, regia di Angelo Caruso (2013)
- Un'insolita vendemmia, regia di Daniele Carnacina (2013)
- Un tango prima di tornare, regia di Italo Zeus (2016)
- Amalaterra, regia di Gabriele Greco (2019)
- Il giovane Pertini - Combattente per la libertà, regia di Giambattista Assanti (2019)
- Cruel Peter, regia di Christian Bisceglia e Ascanio Malgarini (2019)
- Come mio figlio, regia di Gabriele Greco (2023)

#### Televisione
- Vivere, registi vari – soap opera (1999-2008)
- Distretto di Polizia, regia di Antonello Grimaldi - serie TV, 4 episodi (2000)
- Ma chi l'avrebbe mai detto, regia di Giuliana Gamba e Alessio Inturri – serie TV (2007)
- Butta la luna 2, regia di Vittorio Sindoni – serie TV (2009)
- L'onore e il rispetto - Parte seconda, regia di Salvatore Samperi e Luigi Parisi – serie TV (2009)
- Una sera d'ottobre, regia di Vittorio Sindoni – miniserie TV (2009)
- Capri 3, regia di Francesca Marra e Dario Acocella – serie TV (2010)
- CentoVetrine – soap opera (2014)
- Squadra antimafia 7 – serie TV, 4 episodi (2015)
- Provaci ancora prof! – serie TV (2017)
- Don Matteo – serie TV (2018)
- Vanina - Un vicequestore a Catania, regia di Davide Marengo – miniserie TV, episodio 1x02 (2024)
- Vincenzo Malinconico, avvocato d'insuccesso – serie TV, episodi 2x03-2x04 (2024)
- Makari - serie Tv per Rai 1 (2025)

### Doppiatore

#### Cinema
- Sex and the City 2, regia di Michael Patrick King (2010)

## Teatrografia parziale
- Un patriota per me di John Osborne, regia Giancarlo Cobelli (1996-1997)
- La veglia di Pessoa di Fernando Pessoa, regia di Rosario Gorgone (1997-1998)
- L'esilio, scritto e diretto da Carlo Zerbi (2002)
- Terra mia, tratto dal libro di J. Hillman, regia Alessandro Orso (2003)
- Noi che... Gli anni migliori di Carlo Conti al teatro Salone Margherita di Roma (2011)
- La locandiera di Carlo Goldoni, regia di Lorenzo Cognatti (2013)
- I giorni contati scritto e diretto da Giambattista Assanti (2014)
- Io non ho paura, scritto e diretto da Giambattista Assanti (2015-2018)
- L'amico ritrovato di Fred Uhlman, regia Giambattista Assanti (2016)

## Discografia

### Album
- 2008 – Una sola parola

### Singoli
- 2004 – T.V.B
- 2004 – Tutta la frutta per te

## Riconoscimenti
- Centro Studi Tradizioni Popolari Canterini Peloritani Messina
  - 2011 – Premio Internazionale Colapesce
- Festival Nazionale del teatro
  - 2014 – Premio La Guglia d'oro
- Festival Tulipani di Seta Nera
  - 2011 – Premio come miglior regista per il cortometraggio La sfida di oggi
- Giffoni Film Festival
  - 2010 – Premio come Miglior attore
- Premio Nicola Zingarelli
  - 2015 – Premio speciale Non omnia possumus omnes
- Premio Volere Volare
  - 2010 – Personaggio televisivo dell'anno
- Social World Film Festival – III Edizione riconoscimento per l'impegno sociale
  - 2013 – Premio Golden Spike Award
- Telegatto
  - 2000 – Vivere
  - 2001 – Vivere
  - 2002 – Vivere
- Telegrolla
  - 2001 – Premio speciale per Vivere